# Vita privata di Napoleone Bonaparte

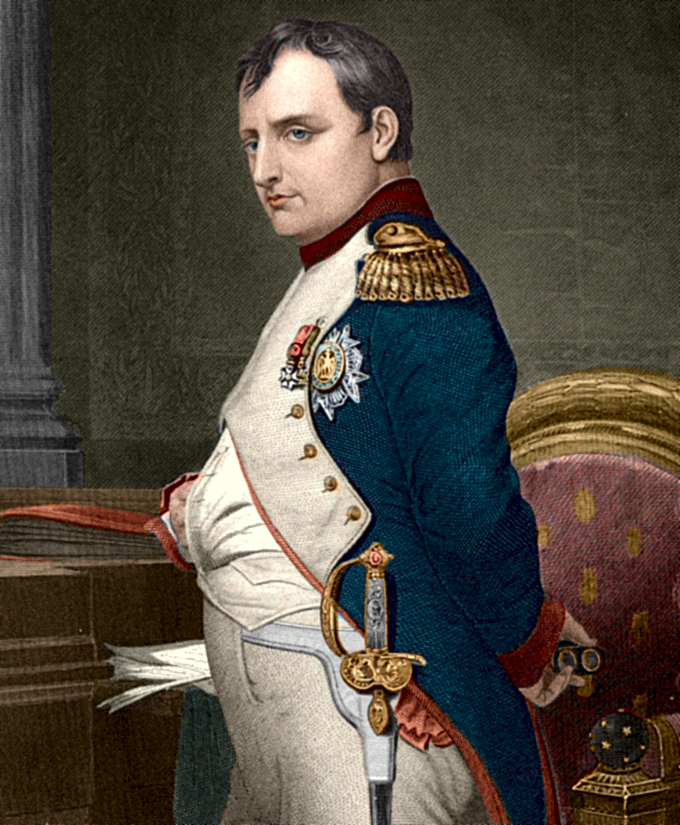
Napoleone Bonaparte

La vita privata di Napoleone Bonaparte è stata oggetto di studi specifici riguardanti aspetti del personaggio che non attengono direttamente all'opera politica e militare per la quale è divenuto famoso.

## Comportamento

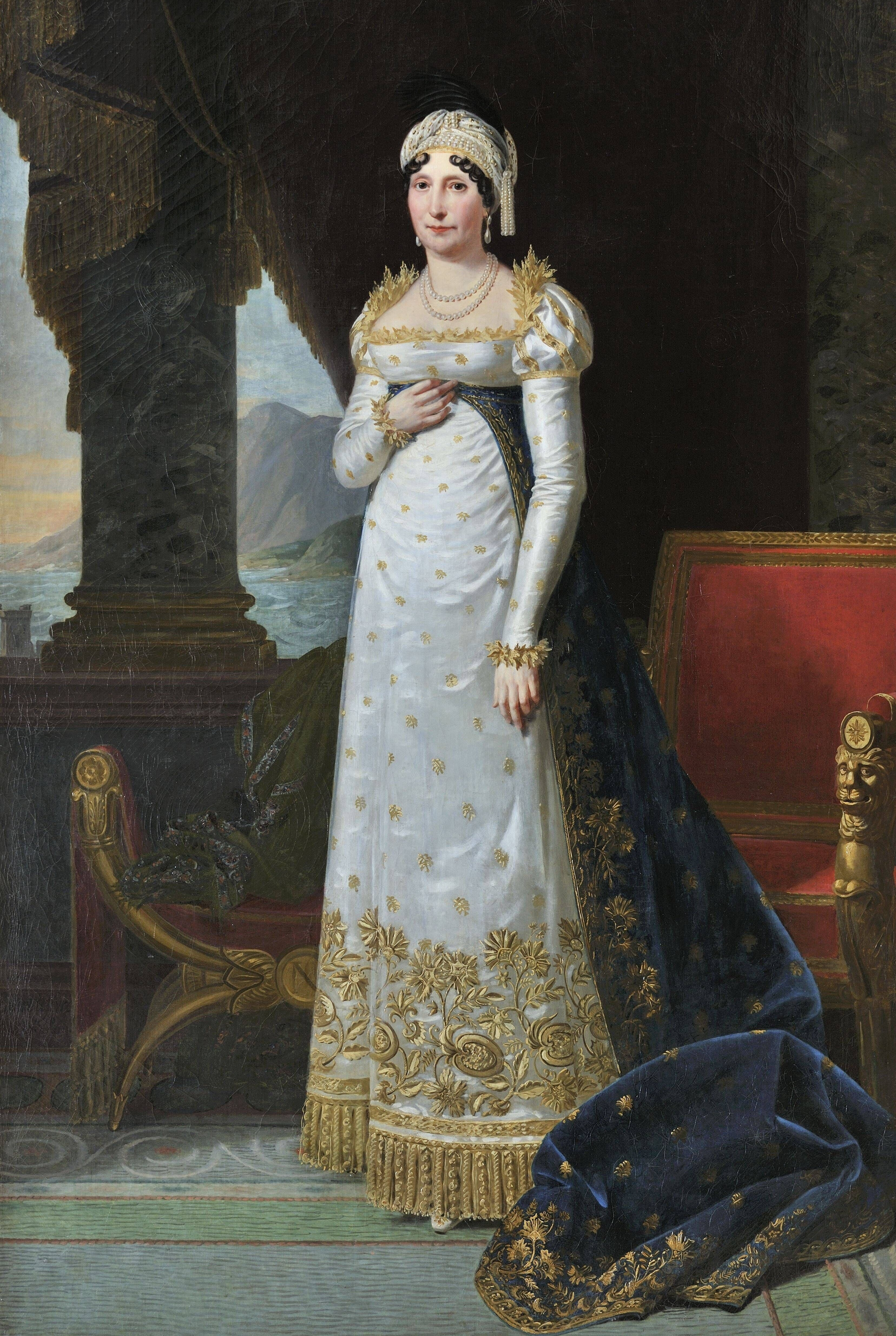
Maria Letizia Ramolino, madre di Napoleone, ritratta da Robert Lefèvre.

Napoleone Bonaparte fu una persona dal carattere contraddittorio: era solitario e non ebbe mai veri amici, amava leggere e si considerava un intellettuale. Da ragazzo fu ribelle e pertinace. A scuola amò l'arte e specialmente la matematica. Una persona che non si fece mai prevaricare, era anche afflitto da un complesso d'inferiorità sviluppatosi durante gli studi giovanili in Francia a causa di compagni di classe che lo deridevano continuamente, sia per la scarsa padronanza della lingua che per l'accento còrso; tuttavia le varie zuffe tra di loro davano sempre la vittoria a Napoleone.
A tal proposito, le persone intorno a lui, sin dall'infanzia, seppero bene che il futuro Imperatore aveva ambizioni di grandezza; persino la madre, Maria Letizia Ramolino, notò in Napoleone un atteggiamento di superiorità introvabile negli altri suoi figli. Caratterialmente, "il piccolo caporale" era una persona estremamente decisa e molto severa con sé stessa (ad esempio, andava a letto alle 21:00 e si svegliava per le 02:00). Era anche un individuo brusco e aggressivo, soprattutto nei confronti di quei generali della Grande Armée che non riuscivano a sconfiggere il nemico nelle battaglie in cui lui non era presente, o contro quelle persone che semplicemente osavano contraddirlo. 
L'Imperatore fu sempre particolarmente legato all'Esercito ed era celebre tra le truppe per il rapporto stretto che stringeva con loro. Numerosi sono gli aneddoti che raccontano di Napoleone fermatosi addirittura a chiedere di cosa avessero bisogno i soldati o ricordandosi i nomi e gli atti eroici dei singoli veterani che incontrava. Tra le altre cose, era un lavoratore instancabile. Per gli standard moderni fu particolarmente misogino in quanto vedeva nelle donne esclusivamente la loro funzione di madre e nulla più. Nonostante ciò, ebbe due mogli e parecchie amanti disseminate per tutta l'Europa.

## Le abitudini alimentari
Napoleone Bonaparte non era un buongustaio. Pur apprezzando alcuni cibi rispetto ad altri - gli piacevano la carne di pollo, comunque cucinata (è noto il "pollo alla Marengo", ricetta che prende il nome dalla battaglia di Marengo, al termine della quale il cuoco di Napoleone avrebbe improvvisato per l'affamato condottiero una ricetta nuova, avente come ingrediente principale proprio il pollo), quella di montone alla griglia, le cotolette e alcuni tipi di frutta - dava scarsa importanza all'alimentazione (era tuttavia molto esigente sulla qualità del pane).
Mangiava avidamente e frettolosamente (raramente il suo pasto superava la durata di una decina di minuti, anche quando aveva a mensa ospiti illustri), quasi che ritenesse l'alimentazione un fastidio necessario, da togliersi il più presto possibile. A tavola rispettava poco l'etichetta, anche in presenza di ospiti, e passava spesso, nella frenesia di terminare, dall'uso della forchetta a quello diretto delle proprie mani. Questa fretta nell'assumere i cibi gli procurava sovente problemi di digestione che sfociavano anche in forme acute di congestione, seguite da vomito, o in gastriti.
I pasti giornalieri erano due: la colazione alle 9 e 30 di mattina, ed il pranzo alle ore 18. Il rispetto degli orari dei pasti era cosa normale ma le eccezioni, dovute alla necessità di trattare problemi urgenti con i suoi ministri o generali, anche piuttosto frequenti. In questi casi i ritardi nel mettersi a tavola potevano anche raggiungere più ore: tutti, inclusi eventuali ospiti, attendevano con pazienza che Napoleone avesse concluso e si presentasse per il pranzo o la cena.
Quanto al vino, non era un intenditore e ne beveva poco e di una sola qualità: lo chambertin, un vino di Borgogna proveniente dal territorio del comune di Gevrey, che allungava quasi sempre con acqua; tuttavia le bottiglie di chambertin erano un costituente immancabile delle vettovaglie a lui destinate, le quali venivano portate al seguito anche durante le numerose campagne militari. Beveva invece volentieri il caffè: una tazza abbondante dopo il pranzo e una la sera dopo cena. Non era raro che bevesse tè nel corso della giornata. Era anche ghiotto di orzata, uno sciroppo a base di mandorle amare. Non beveva mai liquori. Quanto al tabacco, non fumava né sigari né pipa, ma si limitava talvolta ad annusarne velocemente una presa.
Detestava i farmaci che si rifiutava spesso di assumere anche in presenza di un ordine del medico personale.

## L'abbigliamento
Napoleone odiava gli abiti attillati, non tanto nel portarli quanto per le difficoltà inevitabili che comportava l'operazione di indossarli: impaziente nel vestirsi, preferiva gli abiti comodi, anche se da ciò talvolta conseguiva un effetto non gradevole sulla sua figura. Abitudinario, non si curava per niente della moda, ed era un problema fargli smettere vestiti e scarpe per sostituirli con abiti e calzature più à la page.
Non portava mai indosso gioielli ed anche nelle grandi occasioni tendeva alla sobrietà, spesso contrastante con il lusso, non di rado stravagante, di coloro che lo circondavano: generali, gran commis e dame dell'alta società parigina. Una costante preoccupazione degli addetti alla sua persona erano i copricapi: aveva l'epidermide della testa molto sensibile e soffriva nel calzare cappelli nuovi per la loro inevitabile rigidità iniziale, per cui tendeva a indossare i suoi copricapi fino a quando, troppo lisi, era inevitabile sostituirli.

## I divertimenti
Amava molto il teatro: commedie, tragedie, opere liriche e gli spettacoli in genere; in particolare amava la commedia francese ed il melodramma italiano. Frequentava i teatri parigini assai spesso e, durante le campagne, quando, vincitore, s'installava in città capitali, si recava a teatro o faceva organizzare spettacoli per sé, il suo seguito di marescialli e alti ufficiali e per i nobili del paese in cui si trovava.

## Gli amori

### Prime esperienze
Pare che Napoleone abbia avuto la sua prima esperienza sessuale quando aveva da poco compiuto i diciotto anni. Uscito da teatro a Parigi una sera di novembre, incontrò per strada una giovane prostituta originaria di Nantes, con la quale si appartò per parte della notte. Nella primavera del 1795 era già giovane generale, promosso nel 1793 da Robespierre a seguito della conquista di Tolone, quando sembrò innamorarsi della sedicenne Désirée Clary, sorella minore della cognata Julie, giovane sposa del fratello Giuseppe, che conobbe a Marsiglia e con la quale si fidanzò ufficialmente il 21 aprile, auspice Giuseppe. Tuttavia l'innamoramento durò poco: tornato a Parigi il mese successivo con il fratello minore Luigi, già nel mese di agosto scriveva al fratello Giuseppe pregandolo di comunicare a Desirée la sua intenzione di fare in modo che egli «possa concludere con il matrimonio o rompere il fidanzamento», il che, in quelle circostanze, significava la seconda ipotesi.

### Le mogli

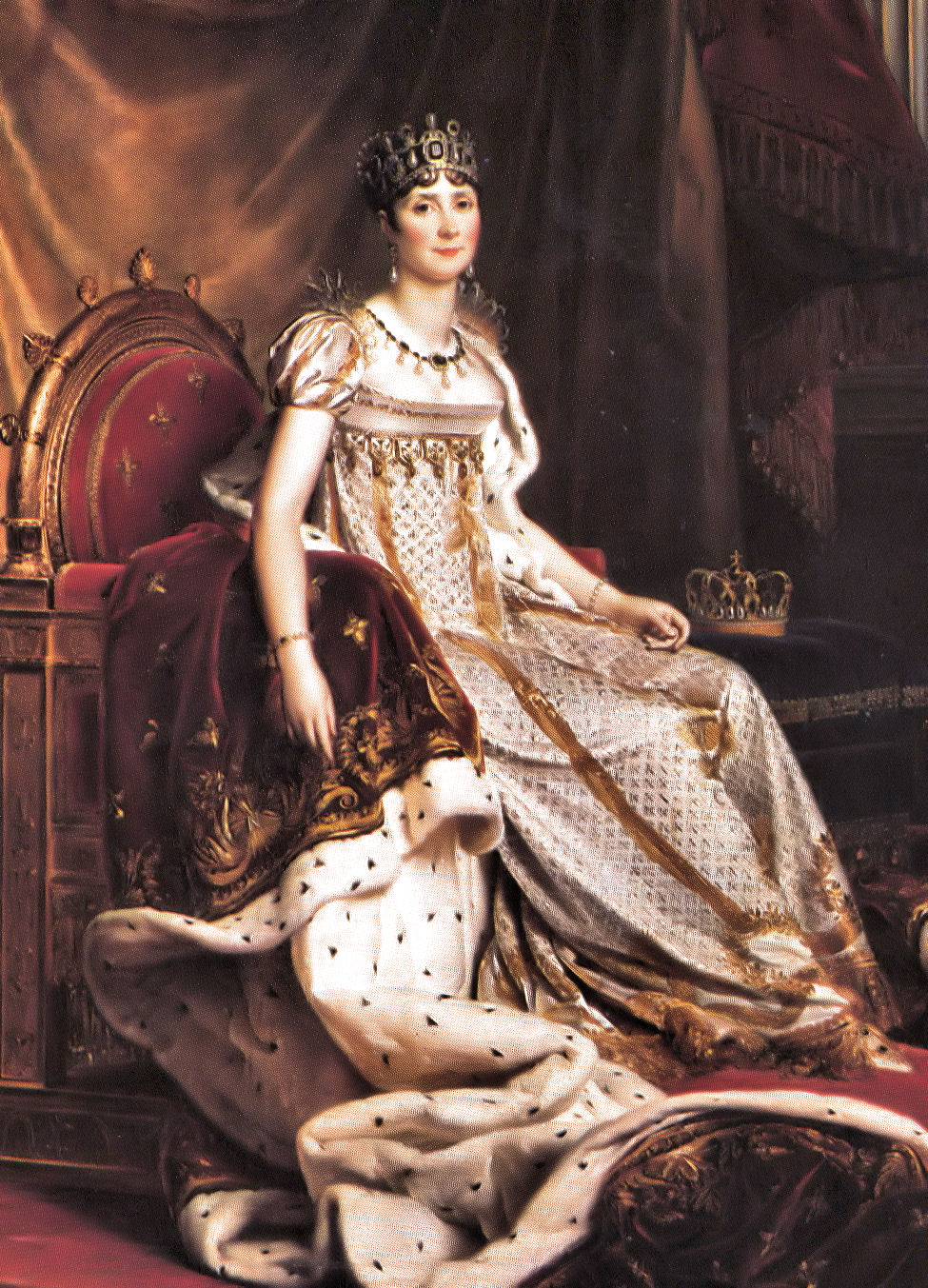
Giuseppina di Beauharnais, Imperatrice dei Francesi

S'innamorò nuovamente, ma questa volta sul serio, di una donna di sei anni più anziana di lui già madre di due figli, la vedova del ghigliottinato (23 luglio 1794) generale (e Visconte) Alexandre de Beauharnais, Giuseppina Tascher de la Pagerie.
Napoleone e Giuseppina si sposarono il 9 marzo 1796, nonostante che di lei si dicesse che fosse stata amante di più di uno, in particolare del Direttore Barras, colui che aveva consentito a Napoleone di uscire dallo stallo della radiazione dall'esercito (15 settembre 1795), riaccogliendolo in tutta fretta nei ranghi per poter domare in Parigi la rivolta realista del 13 vendemmiaio (5 ottobre 1795), compito che Napoleone svolse alla perfezione reprimendo le manifestazioni, che miravano ad occupare Les Tuileries, con l'uso dell'artiglieria caricata a mitraglia, che provocò la morte di circa 300 dimostranti davanti alla chiesa di San Rocco.

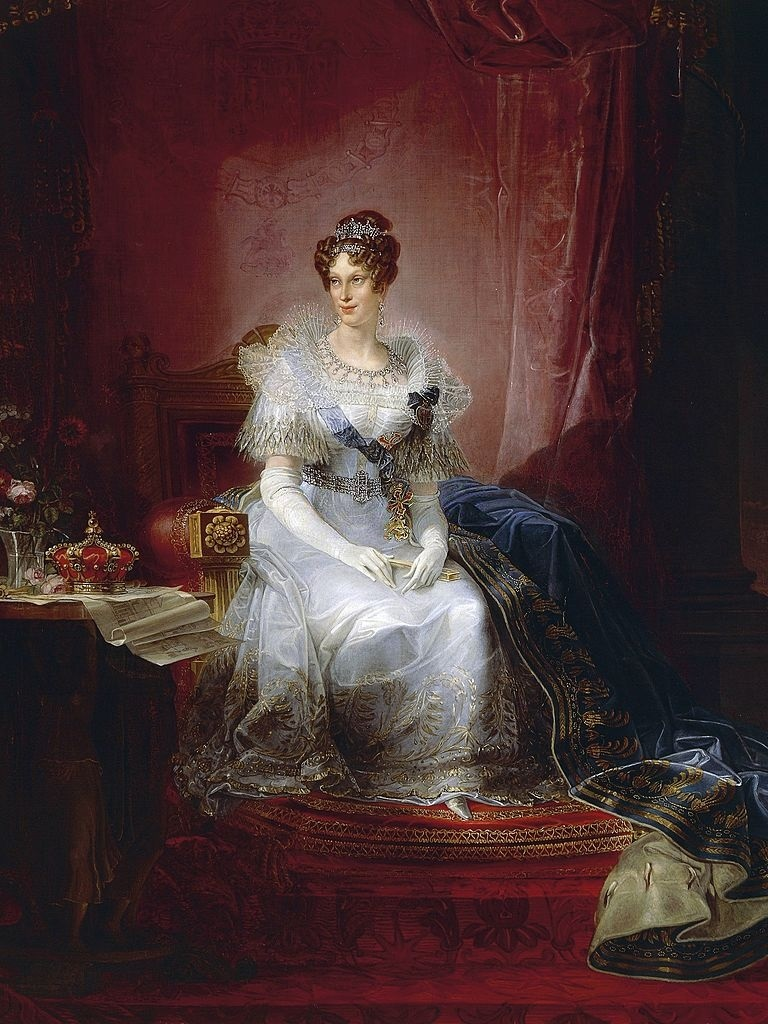
Maria Luisa d'Austria, imperatrice dei Francesi e poi duchessa di Parma, Piacenza e Guastalla

Dopo aver divorziato da Giuseppina, sposò in seconde nozze la figlia dell'imperatore Francesco II, Maria Luisa d'Asburgo-Lorena (1791 – 1847), che gli diede l'erede agognato, Napoleone Francesco Giuseppe.

### Le amanti
Napoleone era comunque molto attivo nell'ars amandi al di fuori del matrimonio. Dotato di senso morale molto elastico, considerava legittimo per un sovrano come lui (primo console o imperatore che fosse) godere di scappatelle più o meno occasionali con giovani e belle signore (pur non essendo disposto a tollerare che la moglie Giuseppina potesse fare altrettanto), e al contempo riteneva altamente immorale che la cosa fosse compiuta senza le opportune precauzioni al fine di mantenerla riservata. Più volte rimproverò i fratelli Luciano e Girolamo per la dissolutezza della loro vita, quasi pubblicamente ostentata. Era frequente il caso di giovani e avvenenti signorine, in Francia e nei paesi conquistati, che venivano spinte dalle madri, spesso nobili decadute e rimaste prive di mezzi finanziari adeguati al rango, nelle braccia dell'imperatore, con la speranza di ottenerne poi cospicui favori, cosa che si verificava sempre anche se non nella misura sperata. Capitava sovente che si recasse la sera in incognito, a Parigi, presso la casa di amanti occasionali o meno, vestito in abiti borghesi e accompagnato da qualche servitore, che lo attendeva con la carrozza fino a incontro terminato.
Di alcune amanti sono noti i nomi, quali:
- Marguerite Pauline Bellisle Fourès, bionda moglie di un tenente dei cacciatori a cavallo del Corpo di spedizione in Egitto, chiamata da Napoleone Bellilote, dai soldati «la Cleopatra di Napoleone». Quest'ultimo la conobbe a Il Cairo, durante la Campagna d'Egitto nell'agosto 1798 e ne fece la sua amante. Per poterla portare con sé senza problemi, spedì il povero, ignaro marito a Parigi, come latore di dispacci speciali. Naturalmente, al momento del suo "quasi clandestino" rientro in Francia, Napoleone, nonostante le promesse di sposarla dopo il divorzio di entrambi, le diede un benservito di mille luigi e partì diretto ad Alessandria d'Egitto per imbarcarsi e rientrare frettolosamente in patria[18]
- Giuseppina Grassini (Varese, 18 aprile 1773 – Milano 3 gennaio 1850), contralto lombarda conosciuta a Milano dopo la battaglia di Marengo, portata a Parigi dal Bonaparte, lo lasciò dopo qualche mese per dedicarsi a tournée varie in Francia ed in Inghilterra. Richiamata nel 1806 da Napoleone a Parigi, fu nominata Prima cantante di Sua Maestà l'Imperatore. Trasferitasi a Roma durante l'esilio di Napoleone all'isola d'Elba, ritornò a Parigi nei Cento giorni. Rimastavi anche con la restaurazione, divenne l'amante del duca di Wellington, allora nominato ambasciatore inglese a Parigi.[19]
- Luisa Caterina Eleonora Denuelle de la Plaigne (1787 – 1868), lettrice della principessa Carolina Bonaparte, già sposata a Jean-Honoré François Revel e da questi divorziata nell'aprile del 1806, poco prima che nascesse il figlio avuto da Napoleone (vedi oltre).
- Maria Laczynska (1786 – 1817), giovane polacca, moglie dell'anziano conte Attanasio Colonna di Walewice-Walewski, meglio nota con il nome di Maria Walewska, della quale Napoleone fu sinceramente innamorato e che gli diede un figlio (vedi oltre).
- Marguerite-Joséphine Weimer, detta Mademoiselle George (Bayeux, 24 febbraio 1787 – Passy, 12 gennaio 1867), attrice francese (debuttò a Parigi il 29 novembre 1802 in Clitemnestra), dapprima amante di Luciano Bonaparte e poi del più potente e famoso fratello. Lasciò Parigi per Mosca nel 1808 su disposizione del ministro degli esteri Talleyrand che la incaricò di sedurre lo zar Alessandro I[20]
- Marie Françoise Pallapra, conosciuta a Lione e successivamente frequentata anche a Parigi[21].
- Marie Antoinette Duchâtel[22].
- Carlotta Gazzani (1789 – 1827), figlia di una ballerina italiana e conosciuta da Napoleone a Genova[23].

### I figli illegittimi
Sono noti per certo almeno due figli illegittimi:
- Carlo, conte Léon (1806 – 1881) avuto da Eleonora Denuelle, lettrice della principessa Carolina Bonaparte, già sposata a Jean-Honoré François Revel e da questi divorziata pochi mesi prima della nascita di Carlo;[24]
- Alessandro Floriano Giuseppe, conte Colonna-Walewski, (1810 – 1868), avuto da Maria Laczynska, della quale Napoleone fu sinceramente innamorato.

Da una lionese, certa Marie Françoise Pallapra, avrebbe avuto anche una figlia, Émilie, ma non esistono prove certe del fatto.
Si disse inoltre che fosse il padre del filosofo, giornalista e uomo di stato francese Jules Barthélemy-Saint-Hilaire (1805 – 1895), di cui si ha certezza che fosse un figlio naturale ma del quale non si conosce neppure il nome della madre; della voce che il padre fosse Napoleone Bonaparte non vi è alcuna certezza storica.

## Le donne di Napoleone Bonaparte fuori del matrimonio

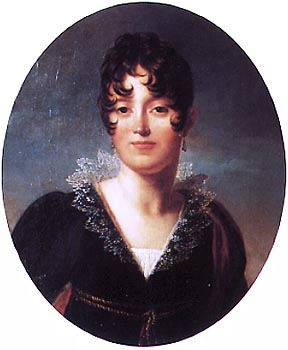
Désirée Clary, la prima fidanzata
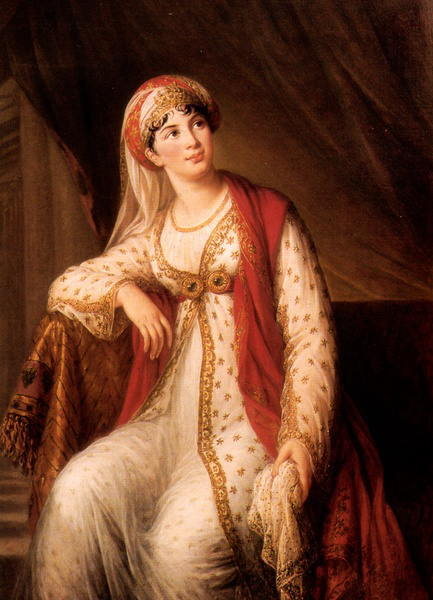
Giuseppina Grassini, la cantante lirica
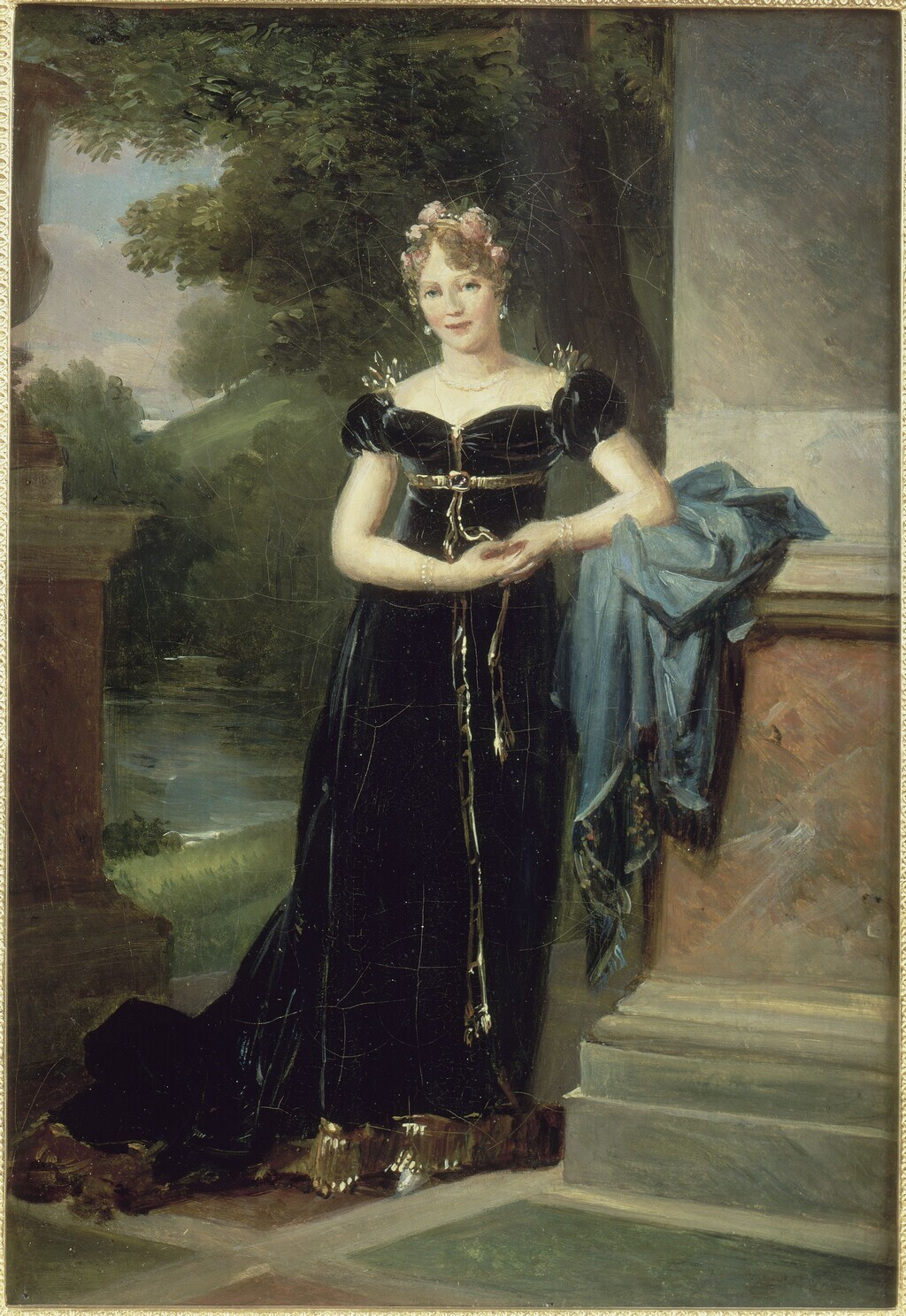
La contessa Maria Walewska
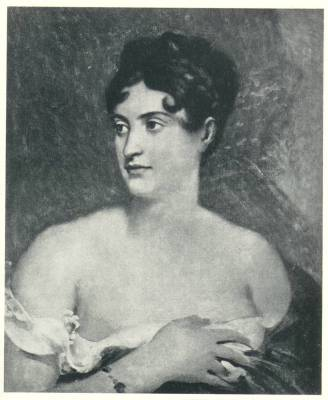
Mademoiselle George, l'attrice drammatica